# Bárbara Eugênia
Bárbara Eugenia Almeida Pereira (Niterói, 5 de agosto de 1980) é uma cantora, compositora, DJ e produtora musical brasileira.

## Carreira
Em 2005, mudou-se para São Paulo, onde o produtor musical Apollo 9 a convidou para cantar duas músicas da trilha sonora do longa O Cheiro do Ralo, de Heitor Dhalia. Em seguida, com o guitarrista Edgard Scandurra, participou de um projeto de tributo ao cantor francês Serge Gainsbourg. 
Depois de se recuperar de uma cirurgia nas cordas vocais para retirada de um cisto, foi convidada por Pupillo, Dengue e Rica Amabis para integrar o coletivo 3 na Massa, em 2008.
No ano seguinte, gravou seu primeiro álbum intitulado Journal de BAD, contando com a ajuda de Edgard Scandurra, Pupillo, Dengue, Tatá Aeroplano, Otto, Karina Buhr e Tom Zé. O álbum foi capa do caderno Ilustrada da Folha de S.Paulo.
Em 2012, participou da websérie Absurda - Lado A. No elenco, Elke Maravilha, Felipe Titto, Juliane Trevisol, Eduardo Sterblitch, Ellen Jabour, entre outros. Como tema da websérie, Bárbara gravou a música "Acontece", do músico MacaU.
Contemplada pelo edital "Música Para Todos", da Oi, lança em 2013 o disco É o que temos. Com produção de Edgard Scandurra e Clayton Martin, o disco traz uma estética hippie e teve participações de Pélico. O trabalho trouxe uma versão para "Me Siento Solo", do francês Adanowsky. O destaque do disco foi "Porque Brigamos" clássico do brega na voz da cantora Diana, de 1972. No mesmo ano, Bárbara ganhou o Prêmio Multishow de "Versão do Ano" pela regravação de "Porque brigamos?", que foi homenageada por Bárbara Eugênia em um tributo em março de 2014. O show, realizado no Teatro Paulo Autran, em São Paulo, contou com a participação de Fernando Catatau (da banda Cidadão Instigado) e de Karina Buhr.
Com Diana, também em 2014, gravou vídeos para o TV Folha. Além de entrevista ao canal, elas cantaram juntas as canções "Por que brigamos?" e "Completamente Apaixonada".  
Outro projeto de 2014 foi o lançamento do disco Aurora. O projeto paralelo ao lado de Fernando Cappi (Chankas), guitarrista da banda Hurtmold, rendeu um disco de nove canções em inglês inspiradas nos Beatles. A ideia para o projeto veio em 2012, enquanto Bárbara lia um livro sobre as histórias por trás das músicas do quarteto. A dupla se apresentou em 2014 e no início de 2016. Inicialmente, a proposta consistia em lançar uma versão física do registro, em vinil, mas a campanha de crowfunding não coletou o montante necessário. Por isso, Aurora está disponível apenas para download gratuito e em plataformas de streaming.     
Em 2015, durante campanha de financiamento coletivo para o seu terceiro álbum, fez uma série de apresentações pela Europa. Um ano depois, voltou ao continente para se apresentar por diferentes países juntamente com a cantora Andreia Dias.  
No dia 31 de outubro de 2015, no Sesc Belenzinho, em São Paulo, ela fez show de lançamento da turnê "Frou Frou". Em um ato definido pela cantora como "performance de amor", Bárbara fez uma intervenção nua, ao lado dos cantores Peri Pane e Tatá Aeroplano, em defesa da naturalização da nudez. O trio segurava uma faixa com o seguinte questionamento: "Você tem medo de quê?". A performance foi bastante comentada em sites e portais de notícias.
A música "Drop the bombs" foi incluída na trilha sonora do filme Reza a lenda, do diretor Homero Olivetto, lançado em janeiro de 2016. A canção fez parte do trailer do longa, estrelado por Cauã Reymond e Sophie Charlotte.
Em 2016, numa pausa na miniturnê pela Europa com Andreia Dias, marcou presença na première do filme Lilith's Awakening, da diretora Mônica Demes. Esse foi o primeiro trabalho de Bárbara como atriz num longa-metragem, onde ela interpretou a vampira Katarina.
Nesse mesmo período, a música "Coração", do seu segundo disco (É o que temos, de 2013), entrou para a trilha sonora da novela Velho Chico. A canção passou a ser tema do casal Olívia (Giullia Buscacio) e Miguel (Gabriel Leone). A novidade colocou em evidência uma das músicas mais aplaudidas da carreira de Bárbara.
Em 2017, lança Vida Ventureira, em parceira com Tatá Aeroplano.
Em 8 de março de 2019, Dia Internacional da Mulher, lança o álbum TUDA.
A partir de 2021, apresenta DJane Fonda, persona retrô futurista nascida como DJ nas noites de São Paulo, agora também produtora de música eletrônica.
Em 4 de dezembro de 2021, sai o quinto álbum solo da cantora, Crashes n' crushes, gravado em agosto deste ano em Portugal, no estúdio A Loja, em Lisboa.
Em 2022, se muda para Portugal.
Seu sexto álbum solo, Foi tudo culpa do amor (Pérolas Populares Vol.1) foi lançado em 2023, com a produção de Zeca Baleiro, e reflete sua imersão romântica, onde Bárbara interpreta canções de românticos renomados como Wando, Erasmo e Roberto Carlos, Odair José e Diana. O primeiro single, lançado em 20 de janeiro, foi "Impossível acreditar que perdi você" (1970), maior sucesso de Márcio Greyck.

## Discografia
- Journal de BAD (2010)[22]
- É o que temos (Oi Música, 2013)[23]

- Aurora (com Chankas) (2014)[24]

- Frou Frou (2015)[25]

- Vida Ventureira (com Tatá Aeroplano) (2017)[26]
- TUDA (2019)[27]
- Crashes N' Crushes (2021)[28]
- Foi tudo culpa do amor – Pérolas populares vol. I (2023)[29]
- UNO (2023)[30]